# 双环辛四烯合钍
双环辛四烯合钍是由钍和两个环辛四烯阴离子（COT2-）组成的金属有机化合物，化学式为Th(C8H8)2，可简写为Th(COT)2。它可由四氯化钍和环辛四烯二钾在四氢呋喃中反应制得：
ThCl4 + C8H8K2 → (C8H8)2Th + 4 KCl
单晶衍射表明，它属单斜晶系，空间群P21/n，其分子具有D8h对称性。

## 反应
双环辛四烯合钍和四氯化钍在四氢呋喃（THF）中反应，从溶液中可以结晶出白色的Th(COT)Cl2(THF)2。它和四乙基氰化铵在吡啶中回流反应，从溶液中可以结晶出金黄色的[(COT)2Th(CN)][N(C2H5)4]。